# Marius Constant
Marius Constant (7. února 1925 Bukurešť – 15. května 2004 Paříž) byl francouzský skladatel a dirigent rumunského původu. Je znám především ústředním tématem televizního seriálu The Twilight Zone (Pásmo soumraku).

## Život
Marius Constant se narodil v Bukurešti. Studoval na bukurešťské konzervatoři (Universitatea Naţională de Muzică Bucureşti) hru na klavír a kompozici. V roce 1944 získal Cenu George Enescu. Od roku 1946 žil v Paříži a studoval na pařížské konzervatoři. Jeho učiteli byli Olivier Messiaen, Tony Aubin, Arthur Honegger a Nadia Boulangerová. Jeho skladby již v té době získaly několik cen.
Od roku 1950 se intensivně zabýval elektronickou hudbou a připojil se ke skupině skladatelů Groupe de Recherche de Musique Concrète vedené Pierrem Schaefferem. V letech 1956–1966 řídil orchestr Ballets de Paris a později baletní soubor Les Ballets de Paris-Roland Petit. V té době zkomponoval řadu skladeb baletní hudby, jmenovitě Haut-voltage (1956), Contrepointe (1958), Cyrano de Bergerac (1959), Éloge de la folie (1966) a Paradis perdu (1967). Pro festival v Aix-en-Provence napsal klavírní koncert a výrazný úspěch získal premiérou skladby 24 Préludes pour Orchestre (1958) za řízení Leonarda Bernsteina.
Konce padesátých let požádal Lud Gluskin z CBS o vytvoření krátkých skladeb pro knihovnu společnosti, které by mohly být použity příležitostně jako hudba k rozhlasovým a televizním pořadům. Neobvyklý a často disonantní charakter Constantových skladeb způsobil, že mnoho z nich použito nikdy nebylo. Nicméně v roce 1960 Gluskin zkombinoval dvě z těchto skladbiček ("Etrange No. 3" a "Milieu No. 2") a vytvořil nové téma pro televizní seriál The Twilight Zone. Téma rychle se stal kultovním, zřejmě ve veřejnosti nejznámějším, Constantovým dílem.
V roce 1963 Constant založil soubor Ensemble Ars Nova zaměřený na provádění soudobé hudby. V roce 1970 se stal hudebním ředitelem státního rozhlasu a televize ORTF (Office de Radiodiffusion Télévision Française). V letech 1973–1978 byl dirigentem pařížské Opery a v letech 1988–1989 působil jako profesor instrumentace na Pařížské konzervatoři. Vedle toho přednášel na Stanfordově univerzitě ve Spojených státech a v Hilversumu v Nizozemsku.
Zemřel 15. května 2004 v Paříži ve věku 79 let.

## Ocenění
- Cen George Enescu (1944)
- Premiers Prix de Composition et d'Analyse (1949)
- Prix Italia (1952 a 1987)
- Grand Prix du Disque (1956)
- Prix Koussewitsky (1962)
- Prix Marzotto (1968)
- Grand Prix national de la Musique (1969)
- Grand Prix musical de la Ville de Paris (1984)
- Victoire de la Musique, meilleure création de musique contemporaine (1991)
- Člen Académie des Beaux-Arts (9. prosince 1992)
- Commandeur de la Légion d'Honneur
- Grand-Officier de l'Ordre National du Mérite
- Commandeur des Arts et Lettres

## Dílo
- Trio pour hautbois, clarinette et basson (1949)
- Trois complexes pour contrebasse et piano (1951)
- Trois mouvements pour cornet en sib (ou trompette) et piano (1953)
- Musique de concert pour saxophone alto et 12 instrumentistes (1955)
- Concerto pour piano et orchestre (1957)
- Sérénades,divertissement chorégraphique pour orchestre de chambre (1957)
- Trois portraits pour violoncelle et piano (1958)
- Concerto pour tuba et cordes (1959)
- Vingt-quatre préludes pour orchestre (1959)
- Turner, trois essais pour orchestre (1961)
- Chaconne et marche militaire pour orchestre (1966)
- Winds pour ensemble instrumental (1968)
- 4 Études de concert pour 2 cors, trompette, trombone, percussion et piano (1969)
- Moulins à prières pour deux clavecins (ou clavecin et bande magnétique)
- Strings pour guitare électrique et ensemble instrumental (1970)
- Candide pour clavecin et orchestre (1971)
- Equal pour cinq percussionnistes (1970)
- Messe des pauvres, arrangement pour ensemble instrumental (1971)
- Quatorze stations pour un percussionniste et ensemble instrumental (1970)
- 9 Mars 1971, hommage à Jean-Pierre Guézecpour piccolo et glockenspiel (1971)
- Pour flûte et un instrument pour flûte et un instrument au choix: clavier, ou cordes pincées, ou percussion, ou cordes (1971)
- Strings pour clavecin et ensemble instrumental (1972)
- Faciebat anno 1973 pour 24 violons et orchestre (1973)
- Piano personnage pour piano et ensemble instrumental (1974)
- Silètes pour clavecin (1979)
- For clarinet pour clarinette(1974)
- Psyché pour 2 pianos et 2 percussions (1975)
- Concerto « Gli Elementi » pour trombone, orchestre à cordes et 2 cors (1977)
- Stress pour trio de jazz (piano, basse, batterie) et ensemble (1977)
- Concertante pour saxophone alto et orchestre (1978)
- Neuf pièces pour flûte et piano (1978)
- Symphonie pour instruments à vent (1978)
- Alleluias pour trompette et orgue (1978)
- Harpalycé pour harpe (1980)
- Harpalycé pour harpe et quintette à cordes ou orchestre à cordes (1980)
- Nana–symphonie (1980)
- 103 regards dans l’eau pour violon et orchestre (1981)
- D’une élégie slave… pour guitare (1981)
- Précis de décomposition pour ensemble instrumental et bande (1982)
- 103 regards dans l’eau pour violon et ensemble instrumental (1983)
- Pélléas et Mélisande, symphonie, arrangement pour orchestre (1983)
- Pierres – Jewels pour violoncelle solo et 2 violoncelles (1984)
- L’inauguration de la maison pour orchestre d’harmonie (1985)
- Perpetuo pour orchestre (1986)
- Texas Twilight pour 4 trompettes et orchestre (1986)
- Cyrano de Bergerac pour récitant ad libitum et orchestre (1988)
- Choruses and Interludes pour cor, quartet de jazz et orchestre (1987)
- Concerto pour orgue de barbarie et orchestre (1988)
- Blues–variations pour guitare et guitare électrique (1990)
- Die Trennung, Quartettsatz pour quatuor à cordes (1990)
- Konzertstück pour hautbois et orchestre (1990)
- Phantasma pour violon et piano (1990)
- L’ange bleu, quatre scènes de cabaret pour accordéon (1991)
- Hämeenlinna pour ensemble de cuivres et orchestre (1991)
- Brevissima, symphonie en quatre mouvements pour orchestre (1992)
- Matines pour orgue (1992)
- Napoléon pour orchestre, musique de film (1992)
- Intrada, arrangement pour trompette et orchestre (1993)
- Symphonie concertante pour 6 pianos et orchestre (1994)
- Vinteuil pour violon et piano (1999)

## Vokální díla
- Le joueur de flûte pour voix de basse, récitant, chœur et orchestre (1952)
- Petite cantate de la Pentecôte pour chœur et orchestre (text Loys Masson, 1953)
- Cantate profane, ou La métamorphose de la jeune fille pour mezzo-soprano, chœur de jeunes filles et orchestre (text Yves Jamiaque, 1957)
- Par le feu, cinq chants et une vocalise pour soprano dramatique et orchestre (1968)
- Le jeu de Sainte–Agnès, action d’église pour 7 voix, 5 comédiens, 1 danseuse et 4 instrumentistes (Festival international de Musique de Besançon, 1974)
- Recitativo pour alto (1983)
- L’île inconnue, poème de Théophile Gautier, arrangement pour soprano ou ténor et ensemble instrumental (1984)
- L’ange bleu pour contralto (voix de cabaret) et ensemble instrumental (text Lou Bruder podle Der blaue Engel Heinricha Manna, 1985)
- Trois poèmes élastiques pour chœur mixte ou ensemble vocal et orgue de barbarie (1987)
- Des droits de l’homme pour 5 ou 6 récitants, soprano, chœur mixte, bande magnétique et orchestre (1989)
- Impressions de Pelléas pour 6 voix, 2 pianos et 1 percussionniste (1990)
- Chants de retour pour 3 voix, grand chœur mixte et ensemble instrumental (1995)
- Teresa, mélodrame fantastique pour 5 voix, 4 comédiens et ensemble instrumental (libreto Pierre Bourgeade,1995)

### Balety
- Haut-voltage (spolupráce Pierre Henry, Ballet Maurice Béjart, France, Paris, Théâtre de la musique 1956)
- Contrepointe (Les ballets de Paris-Roland Petit. France, Paris, Théâtre de l'Alhambra, 1957)
- Cyrano de Bergerac (Les Ballets de Paris-Roland Petit, Théâtre de l’Alhambra)
- Rain pour ensemble instrumental (podle stejnojmenné knihy Somerseta Maughama, Les Ballets de Paris-Roland Petit, 1960)
- Chants de Maldoror pour récitant, chorégraphe–chef d’orchestre et orchestre composé de musiciens improvisateurs (Vicence, Teatro Olimpico, 1962)
- Le violon pour violon et orchestre (Les Ballets de Paris-Roland Petit, Paříž, Théâtre de Chaillot, 1962)
- Ponant 19, mouvement chorégraphiquepour piano principal et ensemble instrumental ( Les Ballets de Paris-Roland Petit, 1964)
- Éloge de la folie pour orchestre (Les Ballets de Paris-Roland Petit, Paris, Théâtre des Champs-Élysées, 1966)
- Paradis perdu (Royal Opera House of Covent Garden, 1966)
- Candide, ballet-mimodrame pour clavecin et orchestre (Hamburk, 1971)
- L'homme aux loups, musique de ballet pour deux pianos et deux percussions (1975, Paris, Théâtre de la ville)
- Septentrion pour bande (Les Ballets de Paris-Roland Petit, Marseille, 1975)
- Nana pour orchestre (balet na téma románu Emile Zoly, Opéra de Paris, 1976)

### Opery
- La serrure (libreto Jean Tardieu, 1969)
- Le souper (libreto Jean Tardieu, 1969)
- La tragédie de Carmen pour 4 voix, 2 comédiens et ensemble instrumental (text Meilhac a Halévy, Paris, Théâtre des Bouffes du Nord, 1981)

### Filmová hudba
- The Twilight Zone (TV seriál, vstupní znělka, 1960–2003)
- Tibesti Too (dokument, 1976)
- L'oreille absolute (TV film, 1972)
- Si j'étais vous (TV film, 1971)
- Tomorrow's World (TV dokumentární série, 1965)
- Des hommes dans le ciel (dokumentární, 1958)
- Eugénie Grandet (TV film, 1956)
- Koenigsmark (1953)
- Astrologie ou le miroir de la vie (krátký film, 1952)
- Le chemin de Damas (1952)